# Paralyzed
Paralyzed (englisch gelähmt) ist ein Lied des US-amerikanischen Rappers und Sängers Sueco. Es wurde am 13. August 2021 über Atlantic Records veröffentlicht und wurde im März 2022 in den Vereinigten Staaten mit einer Goldenen Schallplatte ausgezeichnet.

## Inhalt
Paralyzed ist ein Pop-Punk- bzw. Emo-Rap-Song, der von Andrew Migliore, Colin Brittain, David Wilson, John Feldmann und Sueco (bürgerlich: William Henry Schultz) geschrieben wurde. Der Text ist in englischer Sprache verfasst. Paralyzed ist 2:43 Minuten lang, wurde in der Tonart C-Moll geschrieben und weist ein Tempo von 150 BPM auf. Produziert wurde das Lied von Colin Brittain, John Feldmann und Dwilly. In dem Lied geht es um Suecos ehemalige Freundin. Zu dieser Zeit musste sich Sueco mit ihr und seiner eigenen Alkoholabhängigkeit auseinandersetzen. Er bezeichnete diese Zeit als „duale Giftigkeit“. Er wusste, dass beides ihn umbringen würde, aber er liebte diese Zeit und bezeichnete es als „lustig, dass sich Menschen so verhalten“. Es sähe immer so aus, dass „die Dinge, die wir am meisten lieben am schlimmsten für uns sind“.
Auf dem Cover der Single sieht man Sueco, wie er sich an der Vorderseite eines vor einer Garage parkenden BMW-Cabrio lehnt. Das Musikvideo wurde am 10. September 2021 veröffentlicht. Regie führte Alex Bittan. In dem Video geht es um eine junge Frau, die ein Konzert von Sueco besuchen will. Dort trifft sie auf einen Mann, der sie offenbar emotional missbraucht hat. Schließlich löst sie sich von diesem Mann, lässt sich rückwärts in das Publikum fallen und übt sich im Crowdsurfing.

## Rezeption

### Rezensionen
Brandon Flores vom Onlinemagazin Blast Out Your Stereo beschrieb Paralyzed als „sofortigen Anwärter auf den Song des Jahres“. Andrew Gardner vom Onlinemagazin Glasse Factory bezeichnete das Lied als Beweis dafür, dass Pop-Punk „beharrlich weitermacht“. Sueco würde „dabei helfen, ein ganzes Genre am Leben zu erhalten“.

### Charts und Chartplatzierungen
Paralyzed brachte Sueco die erste Chartplatzierung seiner Karriere.
| ChartsChartplatzierungen       | Höchstplatzierung | Wochen |
| ------------------------------ | ----------------- | ------ |
| Vereinigte Staaten (Billboard) | 65 (2 Wo.)        | 2      |

### Auszeichnungen für Musikverkäufe
| Land/Region               | Auszeichnungen für Musikverkäufe (Land/Region, Auszeichnung, Verkäufe) | Verkäufe |
| ------------------------- | ---------------------------------------------------------------------- | -------- |
| Kanada (MC)               | Gold                                                                   | 40.000   |
| Vereinigte Staaten (RIAA) | Gold                                                                   | 500.000  |
| Insgesamt                 | 2× Gold ·                                                              | 540.000  |